# Sungai Tamiang
Sungai Tamiang är ett vattendrag i Indonesien. Det ligger i den västra delen av landet, 1 500 km nordväst om huvudstaden Jakarta.